# Vela nos Jogos Pan-Americanos de 1995
As competições de vela nos Jogos Pan-Americanos de 1995 foram realizadas em Mar del Plata, Argentina. Esta foi a décima primeira edição do esporte nos Jogos Pan-Americanos. 

## Eventos masculinos
| Evento                  | Ouro                  | Prata                | Bronze              |
| ----------------------- | --------------------- | -------------------- | ------------------- |
| Prancha à vela detalhes | Carlos Espínola (ARG) | Mike Gebhardt (USA)  | Murray McCaig (CAN) |
| 470 detalhes            | CUB Cuba              | USA Estados Unidos   | ARG Argentina       |
| Laser detalhes          | Robert Scheidt (BRA)  | Santiago Lange (ARG) | Jason Rhodes (CAN)  |

## Eventos feminino
| Evento                  | Ouro                       | Prata                   | Bronze             |
| ----------------------- | -------------------------- | ----------------------- | ------------------ |
| Prancha à vela detalhes | Caroll-Ann Alie (CAN)      | Lisa Neubuger (ISV)     | Lanee Butler (USA) |
| Laser radial detalhes   | Maria Betina Marcone (ARG) | Jennifer Coolidge (USA) | Maria Krahe (BRA)  |
| Europa detalhes         | Márcia Pellicano (BRA)     | Kimberly Logan (USA)    | Paula Lewin (BER)  |

## Eventos abertos
| Evento             | Ouro               | Prata                        | Bronze        |
| ------------------ | ------------------ | ---------------------------- | ------------- |
| J24 detalhes       | USA Estados Unidos | ISV Ilhas Virgens Americanas | ARG Argentina |
| Snipe detalhes     | CUB Cuba           | URU Uruguai                  | ARG Argentina |
| Lightning detalhes | CHI Chile          | BRA Brasil                   | ARG Argentina |

## Quadro de medalhas
| Ordem | País                         | Medalha de ouro | Medalha de prata | Medalha de bronze |    |
| ----- | ---------------------------- | --------------- | ---------------- | ----------------- | -- |
| 1     | ARG Argentina                | 2               | 1                | 4                 | 7  |
| 2     | BRA Brasil                   | 2               | 1                | 1                 | 4  |
| 3     | CUB Cuba                     | 2               |                  |                   | 2  |
| 4     | USA Estados Unidos           | 1               | 4                | 1                 | 6  |
| 5     | CAN Canadá                   | 1               |                  | 2                 | 3  |
| 6     | CHI Chile                    | 1               |                  |                   | 1  |
| 7     | ISV Ilhas Virgens Americanas |                 | 2                |                   | 2  |
| 8     | URU Uruguai                  |                 | 1                |                   | 1  |
| 9     | BER Bermudas                 |                 |                  | 1                 | 1  |
| TOTAL | TOTAL                        | 9               | 9                | 9                 | 27 |

## Ligação externa
- Jogos Pan-Americanos de 1995